# Burasaieae
Burasaieae, tribus biljaka iz potporodice Chasmantheroideae, dio porodice Menispermaceae. Sastoji se od 24 roda, a tipični je Burasaia s 4 vrste iz Madagaskara.

## Rodovi
1. Aspidocarya Hook.f. & Thomson
2. Borismene Barneby
3. Burasaia Thouars
4. Calycocarpum Nutt. ex Spach
5. Chasmanthera Hochst.
6. Chlaenandra Miq.
7. Dialytheca Exell & Mendonça
8. Dioscoreophyllum Engl.
9. Disciphania Eichler
10. Fibraurea Lour.
11. Jateorhiza Miers
12. Kolobopetalum Engl.
13. Leptoterantha Louis ex Troupin
14. Odontocarya Miers
15. Orthogynium Baill.
16. Parabaena Miers
17. Penianthus Miers
18. Platytinospora (Engl.) Diels
19. Rhigiocarya Miers
20. Sarcolophium Troupin
21. Sphenocentrum Pierre
22. Syntriandrium Engl.
23. Tinomiscium Miers
24. Tinospora Miers